# Vasafua
Vasafua ist eine kleine Riffinsel im Riffsaum des Atolls Funafuti, Tuvalu, etwa 6 km nördlich von Tefala.

## Geographie
Die Insel wurde durch den Zyklon Pam schwer getroffen. Die Kokospalmen wurden weggespült und die Insel ist seither nur noch eine Sandbank. Sie liegt im Schutzgebiet Funafuti Conservation Area, welches 1996 gegründet wurde mit dem Ziel die lokale Natur zu erhalten.
Direkt nebenan im Nordwesten liegt der Kanal Te Ava Fuagea (⊙, auch: Ava Amelia, Fuagea Deep Pass). Die tiefe und schmale Passage ist bis zu 18,3 m tief und 160 m breit und bildet die deutlichste Trennung vom nordwestlichen Teil des Atolls. Etwa drei Kilometer weiter im Nordwesten liegt die Insel Fuafatu. Südlich schließt sich im selben Bereich der Riffkrone die Insel Fuagea an.